# دهستان شیوانات
شیوانات، دهستانی است از توابع بخش افشار شهرستان خدابنده در استان زنجان ایران.

## جمعیت
براساس سرشماری سال ۱۳۸۵ جمعیت آن ۸٬۹۶۳ نفر (۱٬۹۱۹ خانوار) بوده‌است.
روستاهای گوگرچینک- فریدون و اوولی بیک از بزرگترین و هرکدام دارای ۵ الی ۸ روستا را شامل می‌شود.
محصولات کشاورزی: گندم بیشترین تولید و جو و حبوبات در وسعت کم و محصولات باغی انگور و سایر میوه‌های درختی.
دامداری (گوسفندداری) و قالی بافی در بین زنان این سامان رواج دارد. نقش ماهی افشار - گل سرخ و دیگر نقوش فرش دراین روستاها رایج می‌باشد.